# The Furnished Room (film 1917)
The Furnished Room è un cortometraggio muto del 1917 diretto da Frank Gordon.

## Produzione
Il film fu prodotto dalla Vitagraph Company of America (come Broadway Star Features).

## Distribuzione
Distribuito dalla General Film Company, il film - un cortometraggio in due bobine - uscì nelle sale cinematografiche statunitensi l'8 settembre 1917.